# Gruppi di iniziativa anarchica
I Gruppi di iniziativa anarchica (GIA) sono stati un'organizzazione anarchica operante in Italia. Nati nel 1965 a seguito di una scissione dalla Federazione anarchica italiana si sono definitivamente sciolti nel 2011.

## Storia
A seguito della rottura consumatasi nel corso dell'VIII congresso della Federazione anarchica italiana, relativamente all'adozione del nuovo Patto associativo, i dissidenti (tra cui Armando Borghi, Pio Turroni, Michele Damiani e Aurelio Chessa), si riunirono a Pisa il 19 dicembre 1965 decidendo di costituire i Gruppi di iniziativa anarchica. La nuova federazione si dotò di un proprio organo quindicinale intitolato L'Internazionale, nominando redattore Luciano Farinelli, che diresse la testata per 25 anni. I GIA costituirono gruppi in molte regioni, in particolare in Toscana, Emilia-Romagna, Marche, Lombardia, Piemonte e Puglia. La federazione si dotò di una Commissione di corrispondenza con compiti di coordinamento tra i gruppi, con sede prima a Brescia, poi a Genova e infine a Campiano (Ravenna).

Considerati generalmente degli antiorganizzatori o degli individualisti per il loro rifiuto di un patto associativo caratterizzato da norme vincolanti i GIA preferivano al contrario richiamarsi al pensiero malatestiano. I GIA furono soprattutto attivi nella propaganda attraverso l'editrice Antistato e la rivista Volontà ed ebbero un ruolo rilevante nella campagna di informazione seguita alla morte di Giuseppe Pinelli (che era stato un collaboratore de L'Internazionale). Il quindicinale (poi mensile) L'Internazionale fu una testata di rilievo nell'ambito del dibattito anarchico del periodo.